# Baron Blackford
Baron Blackford, of Compton Pauncefoot in the County of Somerset, war ein erblicher britischer Adelstitel in der Peerage of the United Kingdom.
Der Titel wurde am 26. Juni 1935 für den Politiker und Juristen Sir William Mason, 1. Baronet, geschaffen. Diesem war bereits am 16. Oktober 1918 in der Baronetage of the United Kingdom der dortan nachgeordnete Titel Baronet, of Compton Pauncefoot in the County Somerset, verliehen worden.
Beide Titel erloschen beim Tod seines Enkels, des 4. Barons, am 13. Juni 1988.

## Liste der Barons Blackford (1935)
- William James Peake Mason, 1. Baron Blackford (1862–1947)
- Glyn Keith Murray Mason, 2. Baron Blackford (1887–1972)
- Keith Alexander Henry Mason, 3. Baron Blackford (1923–1977)
- William Keith Mason, 4. Baron Blackford (1962–1988)